# بخش خنرال آرنالس
بخش خنرال آرنالس (به اسپانیایی: Partido de General Arenales) یک منطقهٔ مسکونی در آرژانتین است که در استان بوئنوس آیرس واقع شده‌است. بخش خنرال آرنالس ۱٬۵۲۲ کیلومتر مربع مساحت و ۱۴٬۸۷۶ نفر جمعیت دارد.